# Aluminio 6061

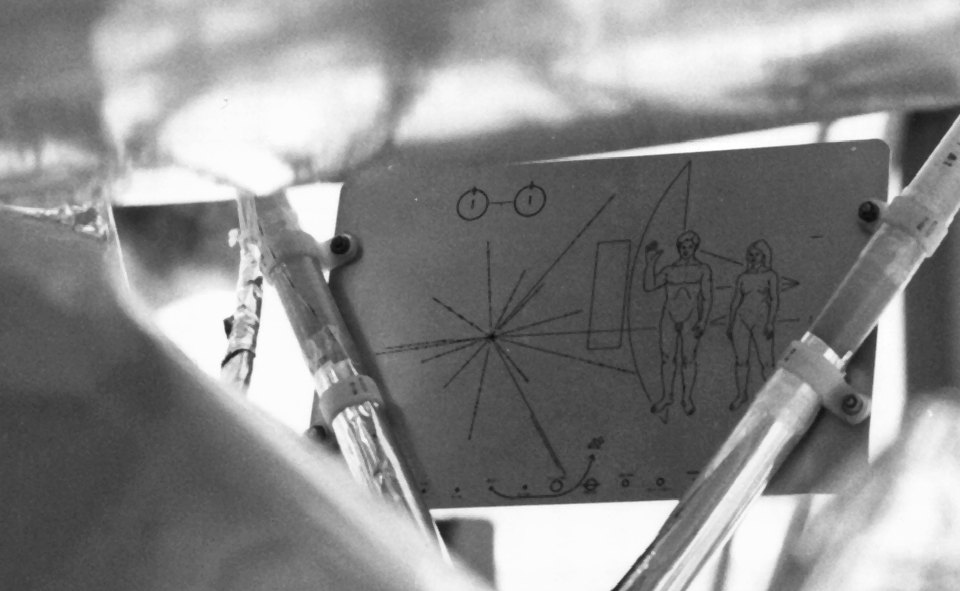
La placa acoplada a la sonda espacial Pioneer 10 está fabricada de la aleación Aluminio 6061.

El  aluminio 6061 es una aleación de aluminio endurecido que contiene como principales elementos aluminio, magnesio y silicio. Originalmente denominado "aleación 61S" fue desarrollada en 1935. Tiene buenas propiedades mecánicas y para su uso en soldaduras. Es una de las aleaciones más comunes de aluminio para uso general, especialmente estructuras de alta resistencia que requieran un buen comportamiento frente a la corrosión, camiones, barcos, vehículos ferroviarios, mobiliario y tuberías.
Se emplea comúnmente en formas pre templadas como el 6061-O y las templadas como el 6061-T6 y 6061-T651.

## Propiedades básicas
El aluminio 6061 tiene una densidad de 2,70 g/cm³.

## Composición química
La proporción de aluminio debe oscilar entre el 95,85 y el 98,56 por ciento, mientras que el resto de elementos de la aleación atiende a los márgenes establecidos en la siguiente tabla, sin que existan otros elementos (distintos a los señalados en la tabla) en proporciones superiores a 0,05 de forma individual ni el 0,15% en total:
| Elemento  | Mínimo (%) | Máximo (%) |
| --------- | ---------- | ---------- |
| Silicio   | 0,4        | 0,8        |
| Hierro    | 0          | 0,7        |
| Cobre     | 0,15       | 0,4        |
| Manganeso | 0          | 0,15       |
| Magnesio  | 0,8        | 1,2        |
| Cromo     | 0,04       | 0,35       |
| Zinc      | 0          | 0,25       |
| Titanio   | 0          | 0,15       |

## Propiedades mecánicas
Las propiedades mecánicas de la aleación depende en gran medida del templado del material. El módulo de Young es de 69 GPa independientemente del templado.

### 6061-O
El 6061 recocido, denominado 6061-O presenta su máxima resistencia a la tracción a 125 MPa y su límite elástico a 55 MPa. El material experimenta una elongación entre el 25 y 30%.

### 6061-T4
La forma templada T4 de la aleación tiene una resistencia máxima a la tracción de 207 MPa y un límite elástico de 110 MPa con una elongación en su longitud del 16%.

### 6061-T6
La forma templada T6 presenta una resistencia máxima a la tracción de 290 MPa y un límite elástico de 241 MPa. Otros valores que pueden alcanzarse son 310 MPa y 275 MPa respectivamente.  En formas de 6.35 mm o menor sección, la elongación es del 8% o más; en secciones mayores la elongación ronda el 10%. La forma templada T651 tiene propiedades mecánicas similares. La famosa placa que lleva la sonda Pionner está hecha de esta aleación.
El valor típico de conductividad térmica para la 6061-T6 a 80 °C se encuentra alrededor de los 152 W/(m K).
Una hoja de características del material define los límites de fatiga para cada muestra en 500.000.000 ciclos de carga de 100 MPa usando una máquina de test estándar RR Moore.  Esta aleación no muestra en su gráfica S-n un punto de inflexión bien definido, por lo que existe un debate sobre a cuántos ciclos equivale la "vida infinita". También tenga en cuenta el valor real del límite de fatiga para una aplicación puede verse seriamente afectado por factores convencionales de carga, la pendiente y el acabado superficial.

## Usos

### 6061
- Es usado en todo el mundo para la construcción de estructuras de aeronaves, como las alas y el fuselaje de aviones comerciales y de uso militar.[6] La aleación de aluminio 2024 es algo más resistente, pero la 6061 es más fácil de manipular y es resistente a la corrosión incluso cuando la superficie ha sido erosionada ya que posee un pequeño porcentaje de cromo en su aleación. A diferencia de la aleación 2024 (aleación con cobre) que debe ser recubierta con una fina película de Alclad para evitar la corrosión.
- En la construcción de yates, incluidos pequeñas embarcaciones.[7]
- En piezas de automóviles como separadores para las ruedas.
- En la manufactura de latas de aluminio para el empaquetado de comida y bebidas.
- En la fabricación de botellas de aire comprimido para buceo y equipos de respiración autónoma a partir de 1995.

### 6061-T6
- Se emplea habitualmente en la construcción de los cuadros y otros componentes de bicicletas.
- En la fabricación de carretes para la pesca con mosca.
- Junto con la aleación de aluminio 7075 (zicral), se emplea frecuentemente en sistemas de supresión de sonido (silenciadores), fundamentalmente en armas cortas para reducir el peso y ganar funcionalidad.